# Jelena Alexandrowna Opolownikowa
Jelena Alexandrowna Opolownikowa (russisch Елена Александровна Ополовникова; * 7. Januar 1943 in Moskau; † 23. Juni 2011 in Serpuchow) war eine sowjetisch-russische Architektin, Denkmalschützerin und Hochschullehrerin.

## Leben
Opolownikowas Vater war der Architekt und Restaurator Alexander Wiktorowitsch Opolownikow (1911–1994). Ihre Mutter Nina Wiktorowna geborene Welitschkina (1914–1977) war die Tochter des Architekten Wiktor Andrejewitsch Welitschkin.
Nach dem Abschluss der Mittelschule mit Auszeichnung studierte Opolownikowa am Moskauer Architektur-Institut (MArchI) mit Abschluss 1966 mit Auszeichnung. Ihr Diplomarbeitsprojekt mit einer Planung für das Baksan-Tal erhielt den Preis der Architektenunion der UdSSR.
1974 verteidigte Opolownikowa mit Erfolg ihre Kandidat-Dissertation über die Projektierung von Skigebieten.
Ab 1977 arbeitete Opolownikowa im Wissenschaftlichen Rat für Denkmalschutz beim Kulturministerium der UdSSR. Sie stellte die Architekturdenkmäler in den Oblasts Jaroslawl und Iwanowo fest.
Ab 1980 war Opolownikowa ständige Koautorin aller Arbeiten ihres Vaters, der krankheitshalber in den Ruhestand gehen musste. Gemeinsame Projekte betrafen den Museumskomplex der Festung Plesso in Pljos, die Ilimsk-Festung in Ust-Ilimsk, den Nischnekolymsk-Ostrog, den Alesei-Ostrog und die Kirche in Schatoba an der Alaseja, die Anjui-Festung an der Anjui in Tschukotka und in Salechard die Obdorsk-Festung mit dem rekonstruierten Hauptturm des Ostrogs und der Kapelle mit Heiligem Tor auf dem alten Friedhof der Stadt, auf dem Opfer des Großen Terrors begraben worden waren.
1986–1992 unterrichtete Opolownika Holzbau an der Mittelschule in Turowo bei Serpuchow. Sie lehrte an den Architektur-Fakultäten von Universitäten in Ljubljana, Helsinki, Jakutsk und Kostroma. Sie wurde 1991 Mitbegründerin und Chefarchitektin der Firma Opolo. 1997 wurde sie Mitglied des Büros und Vorsitzende des Komitees für Holzbau der Russischen Abteilung des International Council on Monuments and Sites (ICOMOS). Sie wurde 2002 Vollmitglied der internationalen Akademie The Northern Forum in Jakutsk und 2003 Professorin der International Academy of Architecture. Sie nahm an internationalen Konferenzen zum Denkmalschutz in Deutschland, Rumänien, Slowenien, Österreich und Finnland teil. Auf der ICOMOS-Tagung in Mexiko berichtete sie über Stadt-Legenden des russischen Subpolargebiets von Kola bis zur Kolyma.
2006 baute Opolownikowa die 1963 in Anchimowo (Rajon Wytegra) abgebrannte Pokrowsk-Kirche nach Zeichnungen ihres Vaters bei St. Petersburg wieder auf. 2007 rekonstruierte sie den Holzpalast Alexeis I. in Kolomenskoje.
Opolownikowa war verheiratet mit Waleri Alexandrowitsch Zyganow.
Das 1966 gegründete Freilichtmuseum Kischi auf der Insel Kischi in der Republik Karelien führte vom 4. März bis zum 9. Mai 2011 eine Ausstellung zum 100-jährigen Jubiläum A. W. Opolownikows durch, die Opolownikowa eröffnete und dann auch im Moskauer Schtschussew-Architektur-Museum zeigen wollte. Ihr plötzlicher Tod verhinderte dies.
Opolownikowa wurde auf dem Friedhof in Turowo bei Serpuchow begraben.

## Ehrungen, Preise
- Preis der Architektenunion der UdSSR (1966)
- Diplom der Moskauer Architektenunion für den Beitrag zur Pflege und Verbreitung des Erbes A. W. Opolownikows
- Goldmedaille der Russischen Kunstakademie für Bücher über subpolare Stadt-Legenden und altrussischen Holzbau
- Preis des Gouverneurs der Oblast Irkutsk für das Buch über das Irkutsker Holzland[5]
- Verdiente Kulturarbeiterin der Russischen Föderation (2000)